# Александрово (Дмитровский городской округ)
Александрово — деревня в Дмитровском районе Московской области, в составе Сельского поселения Большерогачёвское. До 1939 года — центр Александровского сельсовета. В 1994—2006 годах Александрово входило в состав Большерогачёвского сельского округа.
Село Олександровское было пожаловано князем Петром Дмитриевичем (не позже 1428 года) Пешношскому монастырю. Село Александровское (Александрово) Каменского стана Дмитровского уезда в 1547 году упоминается в жалованной грамоте царя Ивана Васильевича монастырю.

## Расположение
Деревня расположена на северо-западе района, примерно в 27 км северо-западнее Дмитрова, на безымянном ручье, впадающем слева в Левый Нагорный канал (бассейн реки Яхромы)
, высота центра над уровнем моря 147 м. Ближайшие населённые пункты — Копытово в 0,5 км на восток и Поздняково в 1,5 км на юг.
В 80-х годах XX века в деревне находился лагерь труда и отдыха для старшеклассников из школ района Медведковo гор. Москвы.

## Достопримечательности
- Дом культуры (при нём - краеведческий музей)[9]

## Население
| 2002 | 2006 | 2010 |
| ---- | ---- | ---- |
| 229  | ↗235 | ↘231 |